# 達格峰
63°55′S 57°29′W / 63.917°S 57.483°W
達格峰（英語：Dagger Peak）是南極洲的山峰，位於葛拉漢地的詹姆斯羅斯島，處於特里尼蒂半島以南，海拔高度約90米，奧托·努登舍爾德在1902年率領瑞典探險隊踏足該地區，現時由南極條約體系管理。